# Thectocercus
Thectocercus is een geslacht van vogels uit de familie van de Psittacidae (papegaaien van Afrika en de Nieuwe Wereld). De wetenschappelijke naam van het geslacht is voor het eerst geldig gepubliceerd in 1912 door Ridgway.

## Soorten
De volgende soort is bij het geslacht ingedeeld:
- Thectocercus acuticaudatus (Vieillot, 1818) – Blauwkoparatinga